# Galerie Cokkie Snoei
Galerie Cokkie Snoei is een voormalige kunstgalerie in de Nederlandse stad Rotterdam die gespecialiseerd is in hedendaagse kunst. De galerie werd bekend om zijn "sterke verbinding tussen gevestigde en nieuwe onbekende kunstenaars, zoals beeldhouwers (en makers van andere objecten), schilders, designers, video-kunstenaars en fotografen."
De galerie is opgericht in 1989 door Cokkie Snoei als Galerie Snoei. In 1994 verhuisde de galerie voor korte tijd naar Amsterdam aan de Lauriergracht, en verhuisde het jaar erop terug naar Rotterdam naar de huidige locaties aan de Mauritsweg. In 2009 opende de galerie een tweede vestiging aan de Hazenstraat, Amsterdam.

## Ontwikkeling

### Aanloop, oprichting en beginjaren
De oorsprong van Galerie Cokkie Snoei ligt drie jaar voor de opening, in 1986, het jaar waarin Cokkie Snoei (1956) begon met het kunstimpresariaat Rotterdam Art Promotion. Zij had eerder gewerkt als copywriter, en had de fondswerving gedaan voor het 13e Rotterdams Filmfestival in 1985. Met het impresariaat vertegenwoordigde ze twaalf Rotterdamse kunstenaars, waaronder Mathieu Ficheroux, Gerrit Lakmaaker en Jaap Zwier.
In 1988 had Cokkie Snoei haar bedrijf omgedoopt tot Rotterdam Art Advice. Tijdens een bijeenkomst van het Nederlands Centrum van Directeuren en Commissarissen (NCD) verzorgde ze een programma rond het thema "Kunst in het bedrijf — kan dat eigenlijk wel?"
In mei 1989 opende Cokkie Snoei haar eerste galerie, Galerie Snoei aan de Witte de Withstraat 17A in Rotterdam met een expositie van nieuwe schilderijen van Eveline Visser. De galerie bleef vijf jaar op deze locatie tot in 1994, waarna Galerie Ecce zich daar vestigde.
In 1994 had Cokkie Snoei haar galerie aan de Witte de Withstraat in Rotterdam gesloten in navolging van de collega's Van Rijsbergen en Wim van Krimpen van Krimpen/Art & Projects. Dit bracht haar toentertijd ertoe te beweren, dat het Rotterdamse kunstleven "zo dood als een pier" was. In december 1994 opende Cokkie Snoei een nieuwe galerie in de Amsterdamse Jordaan, in de achterruimte van Galerie Torch. De openingsexpositie toonde werk van het Rotterdamse fotografenpaar Esther Hartog en Wally Elenbaas en van de Belg Pascal Bernier.

### Verdere ontwikkeling
In 1995 keerde Cokkie Snoei terug naar Rotterdam en opende een galerie aan de Mauritsweg in Rotterdam. In 2001 ontstond in samenwerking de zogenaamde Malasch-MK-Cokkie Snoei. Dit was een experiment waarbij de deelnemers beurtelings een mini-tentoonstelling organiseren.
In 2009 opende Cokkie Snoei een tweede vestiging, in Amsterdam in de Hazenstraat, nabij andere galeries als Diana Stigter, Fons Welters en Annet Gelink. Deze openingsexpositie was gewijd aan de Amerikaanse multimedia kunstenares Tracey Snelling. Naast de vaste locaties presenteert de galerie regelmatig op kunstbeurzen in binnen- en buitenland, onder andere bij de Art Basel, en kunstbeurzen in Keulen, Parijs, Stockholm, Madrid, en New York.
In 2015 is galeriehoudster Cokkie Snoei door de Rotterdamse Raad voor Kunst en Cultuur onderscheiden met de Cultuurpenning voor haar bijzondere bijdrage aan het culturele leven van de stad.

## Exposities, een selectie
- 1989. Nieuwe schilderijen van Eveline Visser : Openingstentoonstelling van galerie Snoei Rotterdam, .[7]
- 1990. Hans Verwey en Eveline Visser : Expositie aan de hand van eenjarig bestaan Galerie Snoei, Rotterdam.[12]
- 1990. K & V Privé, Galerie Snoei, Rotterdam: van het kunstenaarscollectief 'Kunst en Vaarwerk' (Cor Kraat, Hans Citroen en Willem van Drunen).[13]
- 1990. Lydia Schouten & PINK de Thierry video-installatie.[14]
- 1994. Collages van Theo van Baaren en decalcomanieën van Gertrude Pape. Galerie Cokkie Snoei in Amsterdam.[15]
- 1995. Foto's van Corinne Noordenbos en Tina Barney, Cokkie Snoei, Mauritsweg, Rotterdam.[10]
- 2009. Tracey Snelling Dirty Pretty Things.[16]
- 2015. Koes Staassen - Objects of Desire.[17][18]
- 2017. Dennis Feddersen, The third mind, Sculptures and photographs.[19][20]
- 2023. Fancy Some Friction, Honey? in Kunsthal Rotterdam: Terugblik op 33 jaar Cockkie Snoei.[21]

## Publicaties
- Roos van Put, 'Cokkie Snoei opent galerie in Amsterdam', in: Kunstbeeld, 2009
- Sandra Heerma van Voss, 'R'dam in A'dam', in: NRC Handelsblad, 23 november 2001

## Afbeeldingen

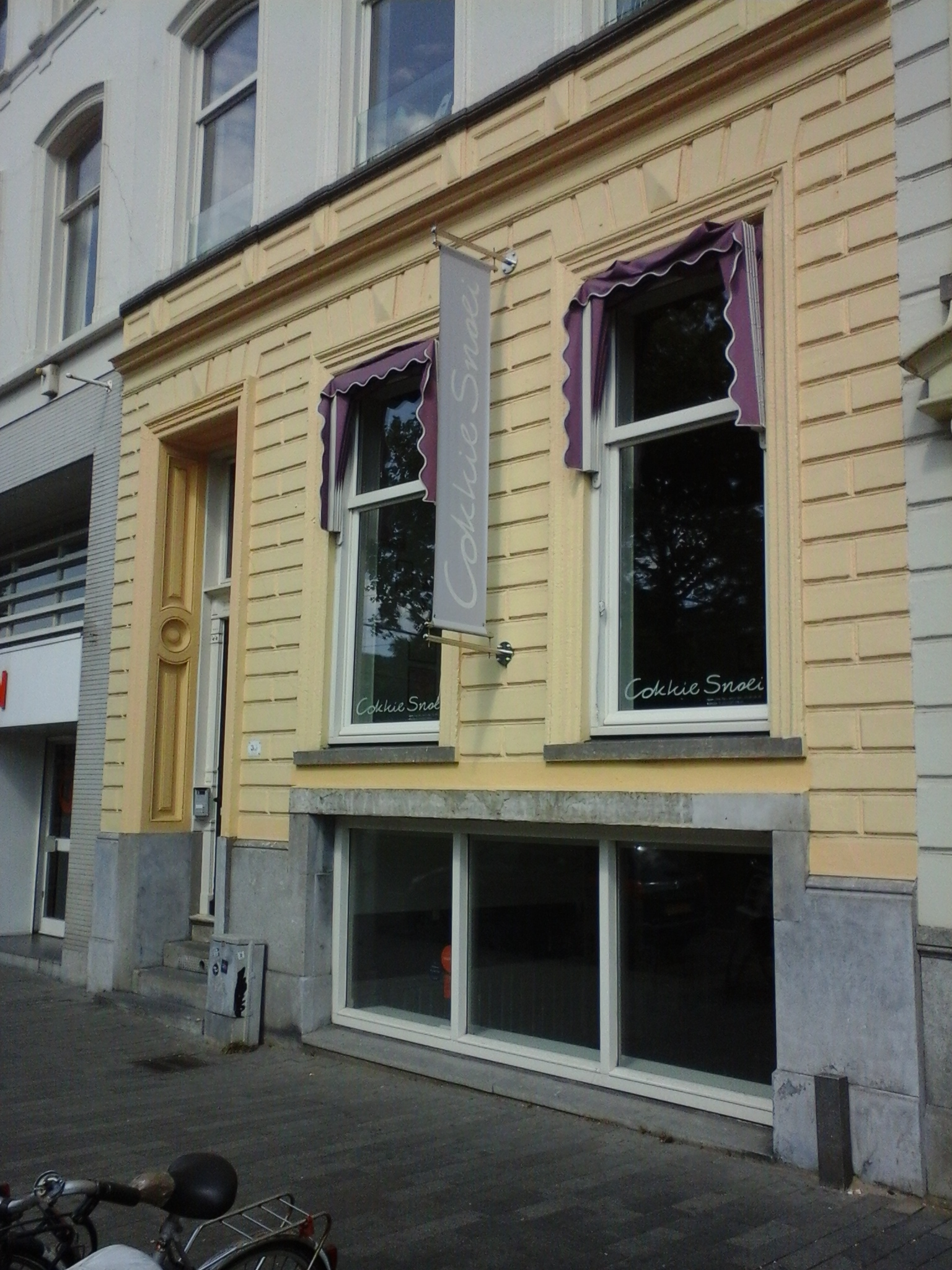
Gevel van galerie Cokkie Snoei aan de Mauritsweg, 2018
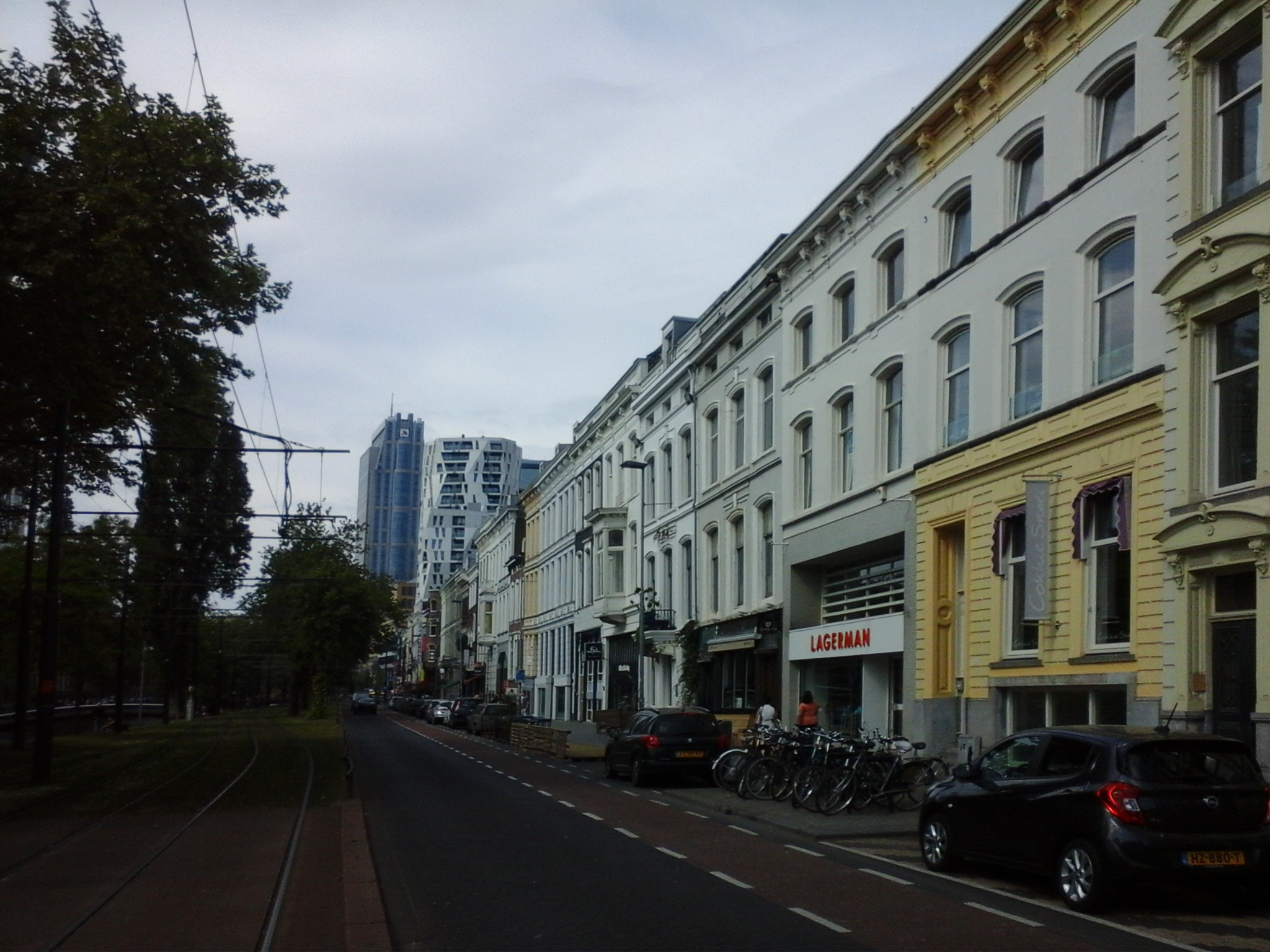
Galerie Cokkie Snoei aan de Mauritsweg, Rotterdam 2018